# خوان فرانسيسكو دي مولينا
خوان فرانسيسكو دي مولينا (بالإنجليزية: Juan Francisco de Molina)‏ (و. 1810 – م) هو سياسي من .